# Kadaversynode

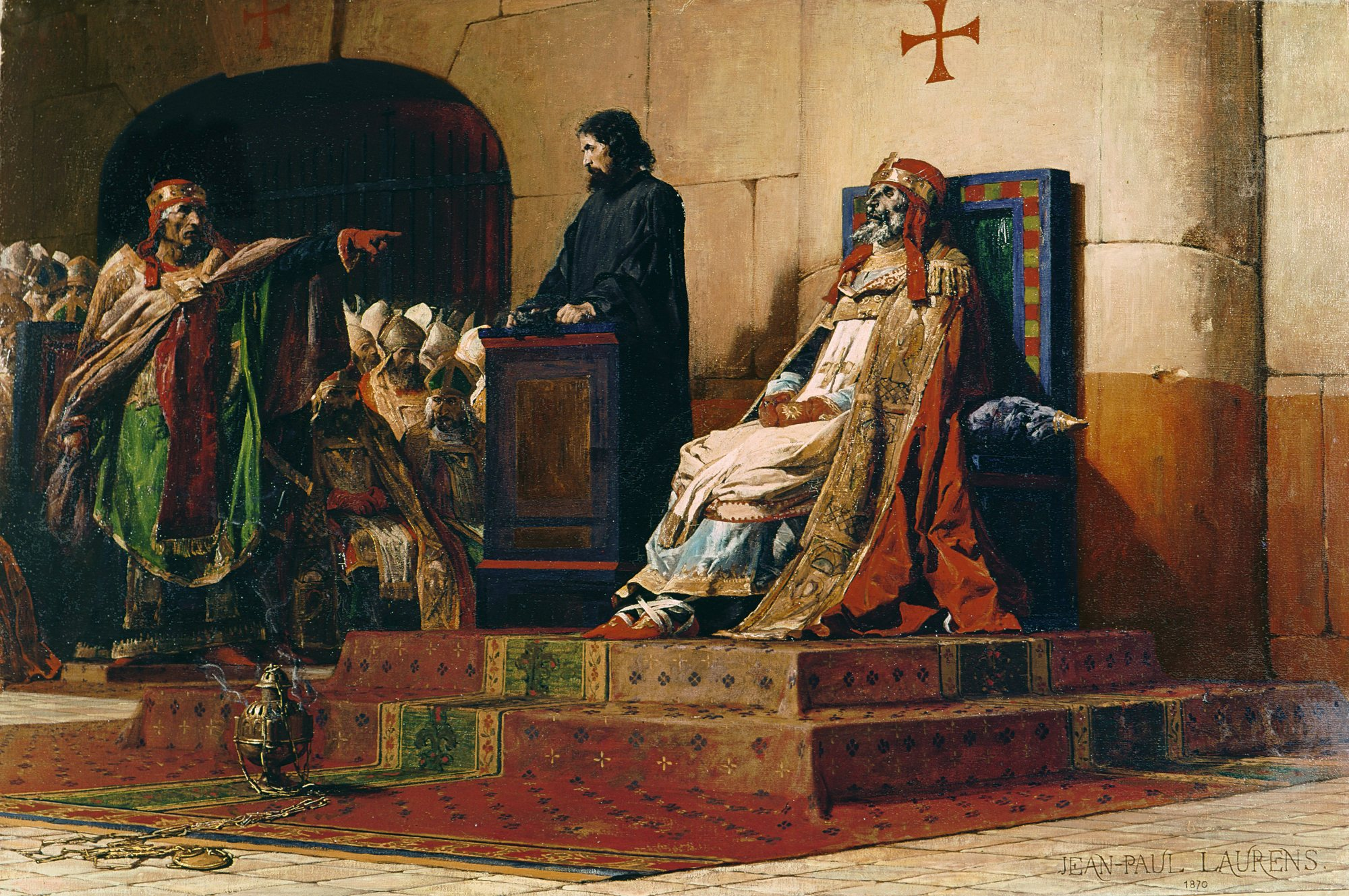
Paus Formosus en Stefanus VII
(1870), Jean-Paul Laurens, Musée d'Arts de Nantes

De Kadaversynode is een in januari 897 in Rome gehouden kerkelijk schijnproces waarvoor paus Stefanus VI (VII) het lijk van zijn een jaar eerder overleden voorganger Formosus liet opgraven.
Hij liet het lichaam, voorzien van pauselijke gewaden, op een troon neerzetten om het te veroordelen wegens meineed, bewust zoeken van het pausschap en het in de steek laten van zijn bisdom ten gunste van een ander bisdom. Formosus was namelijk bisschop van het Italiaanse Portus voordat hij paus en dus bisschop van Rome werd. Dit was in strijd met de kerkelijke leerstellingen. Bijzonder detail is, dat Stefanus VI (VII) aan het begin van het proces zelf in overtreding was, daar hij nota bene door Formosus was aangesteld als bisschop van Anagni. Door de ongeldigverklaring van zijn voorgangers daden was dit probleem voor Stefanus opgelost.
Formosus' officiële daden als paus werden tijdens de Kadaversynode ongeldig verklaard. De drie vingers van zijn rechterhand waarmee hij wijdingen had verricht, werden afgehakt. Zijn lichaam werd opnieuw begraven, vervolgens nogmaals opgegraven en in de rivier de Tiber gegooid. Een kluizenaar haalde het daaruit en begroef het weer. Stefanus' opvolger, paus Theodorus II, groef het lichaam later opnieuw op en liet het in de Sint-Pieterskerk bijzetten.
Als aanleiding voor de Kadaversynode wordt vaak een politieke kwestie genoemd: tijdens zijn pausschap had Formosus weerstand geboden tegen Guido van Spoleto, door Arnulf van Karinthië uit te nodigen Italië binnen te vallen (wat echter zou falen). De Kadaversynode zou als blijk van Stefanus' loyaliteit aan Spoleto hebben gediend.
Een half jaar na de Kadaversynode werd paus Stefanus tijdens een volksopstand afgezet, in een kerker opgesloten en uiteindelijk gewurgd.

## Bronuitgaves en referenties
- G.B. de Rossi (ed.), Inscriptiones Christianae urbis Romae septimo saeculo antiquiores, II, Rome, 1888.
- J. Duhr, Le Concile de Ravenne en 898. La Réhabilitation du pape Formose, in Recherches de science religieuse 22 (1932), pp. 541–579. (non vidi)
- E. Dümmler (ed.), Auxilius und Vulgarius: Quellen und Forschungen zur Geschichte des Papstthums im Anfange des zehnten Jahrhunderts, Leipzig, 1866.
- D.E. Wilkes jr., The Cadaver Synod: Strangest Trial in History, in Flagpole Magazine (31/10/2001), pp. 8-9.